# Wybory prezydenckie w Niemczech w 1999 roku
Wybory prezydenckie w Niemczech w 1999 roku odbyły się 23 maja. Zgodnie z konstytucją prezydenta wybierało Zgromadzenie Federalne złożone z deputowanych Bundestagu oraz w równej liczbie elektorów wybranych przez parlamenty lokalne (Landtagi). Z 1338 głosów Johannes Rau otrzymał 690, czyli bezwzględną większość i w ten sposób został wybrany na prezydenta w drugiej rundzie głosowania. 

## Wyniki
| Kandydat            | Partia | I tura        | I tura  | II tura       | II tura |
| Kandydat            | Partia | Liczba głosów | Procent | Liczba głosów | Procent |
| ------------------- | ------ | ------------- | ------- | ------------- | ------- |
| Johannes Rau        | SPD    | 657           | 49,1    | 690           | 51,2    |
| Dagmar Schipanski   | CDU    | 588           | 43,9    | 572           | 42,8    |
| Uta Ranke-Heinemann | PDS    | 69            | 5,2     | 62            | 4,6     |

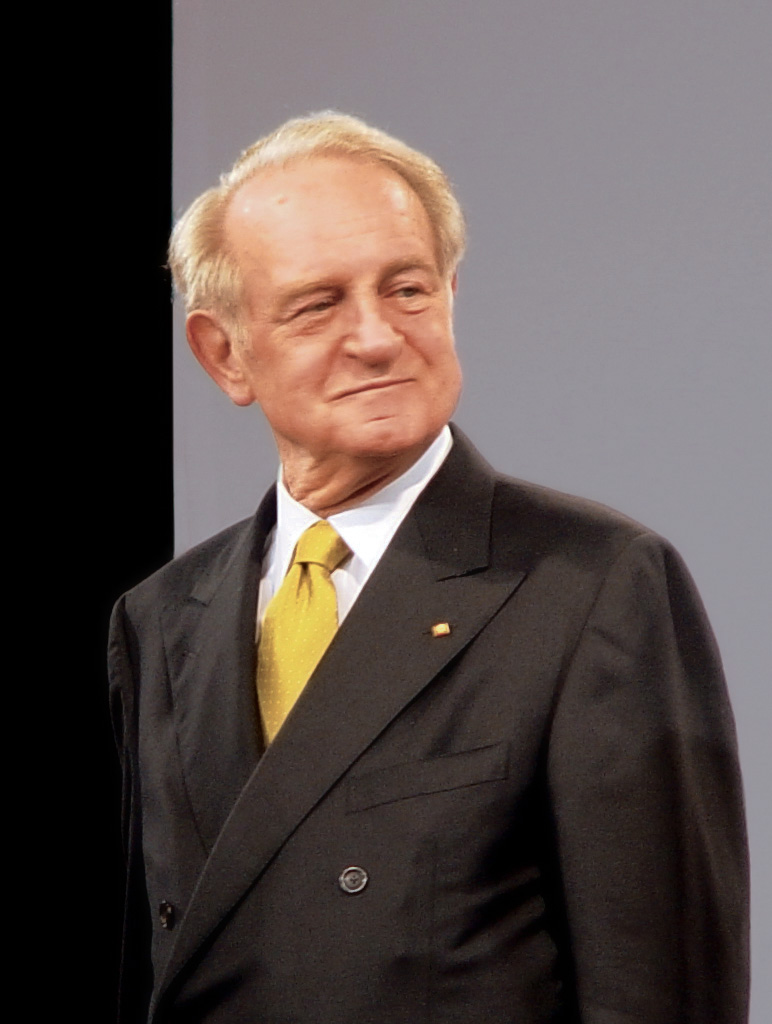
Johannes Rau– kandydat SPD
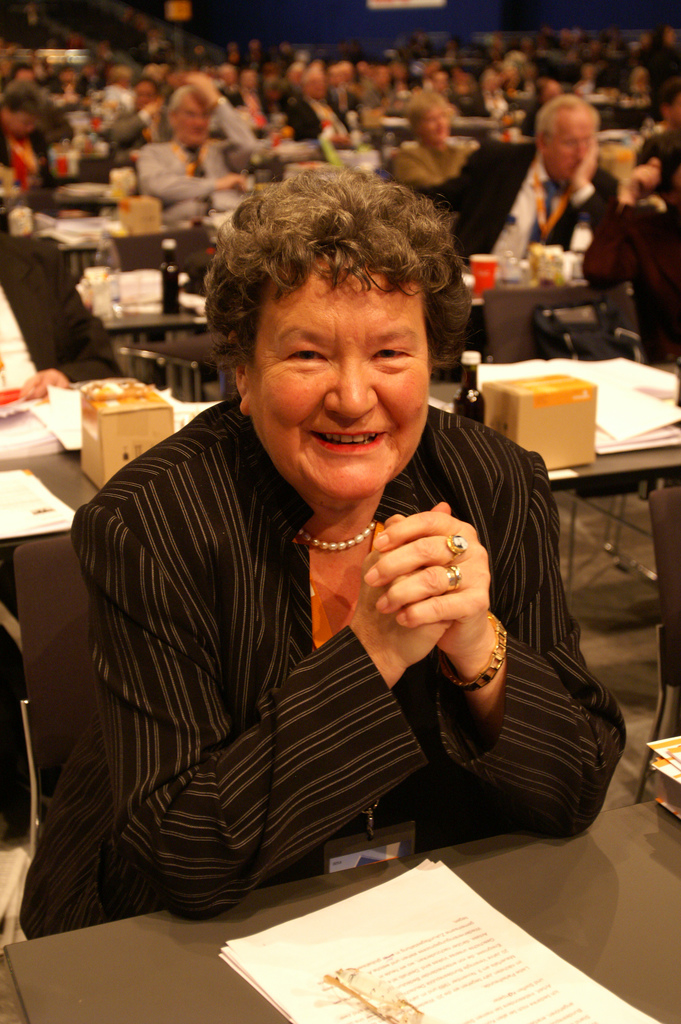
Dagmar Schipanski - kandydatka CDU
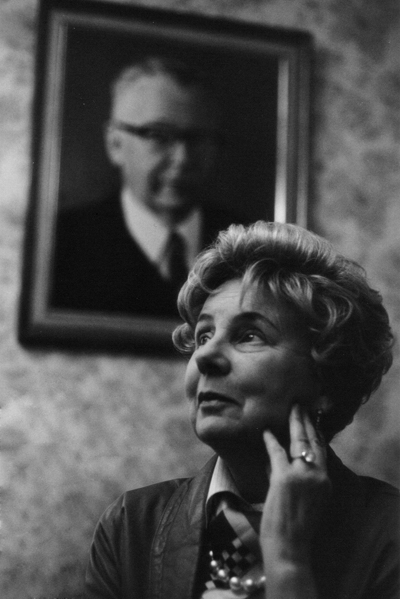
Uta Ranke-Heinemann - kandydatka PDS